# Rue Saint-Martin-en-Île
La rue Saint-Martin-en-Île est une rue ancienne de la ville de Liège qui relie la rue de la Sirène à la place de la Cathédrale. La rue fait partie du quartier administratif du centre.

## Odonymie
La rue doit son nom à l'église Saint-Martin-en-Île, dédiée à Martin de Tours (316-397), l'un des principaux saints de la chrétienté. Cet édifice religieux se trouvait à l'angle de la rue et de la place de la Cathédrale (du côté droit en entrant dans la rue en venant de la place de la Cathédrale). L'église apparaît dans les textes dès 1153 mais elle aurait été fondée en 1037 par Réginard. Elle était sous la dépendance de la collégiale Saint-Paul toute proche. Elle fut vendue pour le prix de 135 000 francs et a été démolie en 1798. 
Pour comprendre le sens du nom de cette rue, il faut savoir qu'elle était au cœur d'une ancienne île entourée par des bras de la Meuse aujourd'hui comblés (remplacés entre autres par le boulevard d'Avroy, le boulevard de la Sauvenière et la rue de l'Université). Elle était prolongée par le pont de Mousset et Sarette qui passaient sur deux des biefs situés en aval du pont d'Île, et rejoignant la presqu'île de la rue Lulay-des-Fèbvres. 

## Description
Cette petite rue pavée, étroite et relativement courte (70 m) avoisine la place et la rue de la Cathédrale animées. La voie est assez peu fréquentée et pauvre en commerces.

## Rues adjacentes
- Rue de la Sirène
- Place de la Cathédrale

### Source et lien externe
- Claude Warzée, « Les origines de la rue Charles Magnette », sur Histoires de Liège, 12 avril 2014 (consulté le 7 août 2023)